# Surinder Shinda
Surinder Shinda (en panyabí ਸੁਰਿੰਦਰ ਛਿੰਦਾ, cuyo nombre verdadero es Surinder Pal Dhammi) (Choti Eyali, 20 de mayo de 1953-Ludhiāna, 26 de julio de 2023) fue un actor, cantante de música panyabí y compositor hindú, apodado como el "abuelo de moc" y el "legendario" de la música. Tuvo numerosos hits, entre sus éxitos más conocidos son Putt Jattan De, Truck Billiya, Balbiro Bhabhi y Kaher Singh Di Mout. También participó en películas como Punjabi Putt Jattan De y Ucha Dar Bebé Nanak Da.

## Biografía
Surinder Shinda nació en el seno de una familia descendientes de los Ramgharia Sikh. Él fue oriundo de Ludhiana, Panyab. Fue compañero musical del cantante Kuldeep Manak y también enseñó música a reconocidos cantantes como Amar Singh Chamkila, Gill Hardeep, y Maninder Shinda, hijo de Shinda. Es considerado como una leyenda en la música Punjabi. Su canción "Badla Le Layeen Sohneya", es uno de los grandes éxitos de la música Punjabi.

## Carrera
En sus últimos años Shinda trabajó como productor para artistas jóvenes. Además, su último disco titulado 'Dhulla Bhatti', fue un éxito en el mercado de la música Punjabi. Surinder Shinda siguió cantando hasta la fecha de su muerte, con su última canción titulada "Hemis Boliyan."

## Vida personal
Shinda estuvo casado con la prima del letrista y compositor Hardev Dilgir, quien escribió temas musicales para el dúo Shinda & Kuldeep Manak.

## Discografía
| Año  | Álbum                                          | Etiqueta        |
| ---- | ---------------------------------------------- | --------------- |
| 2014 | Flashback (Remix) - Surinder Shinda            |                 |
| 2014 | Desi Doze                                      | Amar Audio      |
| 2013 | Nintendo Star (Music: Ravi Bal)                | Kamlee Records  |
| 2012 | Dhulla Bhatti                                  | Amar Audio      |
| 2011 | Jatt Dil Lai Gaya                              | Anand Audio     |
| 2010 | Gaddi Shinde Di                                | Indya Records   |
| 2006 | Jagga Jatt                                     | MPI             |
| 2005 | Putt Sardaran De                               |                 |
| 2005 | Gaddi Jatt Di                                  |                 |
| 2005 | Jatti Ashiq Tere Te                            |                 |
| 2003 | Lock Down                                      | Kismet Records  |
| 2002 | Gaddi 6 Cilander Di                            | Saregama        |
| 2000 | Bol Punjab De                                  | Kismet Records  |
| 1999 | Teeyan Longowal Diyan                          | Saregama        |
| 1999 | Oh Tera Kee Lagda                              | HMV             |
| 1998 | Shinde Diyan Kaliyan                           | Saregama        |
| 1997 | Ucha Burj Lahore Da (Kalian)                   | Saregama        |
| 1997 | Put Sardaran De (with Skillz Inc. Productions) | Roma Music Bank |
| 1997 | Jatt Mirza Kharlan Da                          | Saregama        |
| 1997 | Kurhian Vajaon Tarhian                         |                 |
| 1996 | Talaak Amli Da                                 | T-Series        |
|      |                                                |                 |
| 1995 | Dilli Shera Diyan Khudiyan                     |                 |
| 1994 | Jattiye Ni Jattiye                             |                 |
| 1994 | Ghund Chakk Mar De Saloot Goriye               | Saregama        |
| 1993 | Gallan Sohne Yaar Diyan                        | T-Series        |
| 1992 | Ik Kuri Mainu Telephone Kardi                  | DMC Records     |
| 1992 | Sucha Surma                                    | DMC Records     |
| 1991 | Teri Fiat Te Jeth Nazare Lainda                | Saregama        |
| 1990 | Jad Miyan Biwi Raji                            | Saregama        |
| 1990 | Yenki Love You Karde                           | Saregama        |
| 1989 | Main Diggi Tilak Ke                            | Saregama        |
| 1988 | Jaan Amlee Di                                  | EMI             |
| 1985 | Jeona Maurh                                    | EMI             |
| 1982 | Surinder Shinda Live                           |                 |
| 1981 | Put Jattan De OST                              |                 |
| 1979 | Rakh Ley Clinder Yaara                         |                 |

## Colaboraciones a dúo
| Año  | Pista                                               | Pista                  |
| ---- | --------------------------------------------------- | ---------------------- |
| 2013 | Dil Nachde with HMC & Dr. Zeus                      | T-Series               |
| 2011 | Yaari Hove with Surinder Laddi                      | Saregama               |
| 2011 | Sweetnezz with Maninder Shinda and DJ Outlaw        | The Sound Pipe Records |
| 2011 | Glassy Nachdi with Bhinda Jatt and DJ Vix           | Kamlee Records         |
| 2010 | The Shinda Duet with Highflyers and Maninder Shinda | The Sound Pipe Records |

## Filmografía
| Año  | Película               | Caracteres            |
| ---- | ---------------------- | --------------------- |
| 2014 | Kaim Sardari           | Sardara               |
| 2013 | Rehmataan              | Baba                  |
| 2012 | Just Punjabi           | Mohammed Singh        |
| 2001 | Sikandera              |                       |
| 1996 | Tabaahi                | Thanedar Harnek Singh |
| 1995 | Bagawat                | Harnek                |
| 1993 | Ankhila Soorma         |                       |
| 1991 | Jatt Jeona Morh        | Thanedar Gajjan Singh |
| 1991 | Badla Jatti Da         |                       |
| 1990 | Anakh Jattan Dee       |                       |
| 1987 | Patola                 |                       |
| 1986 | Kee Banu Duniyan Daa   |                       |
| 1982 | Ucha Dar Babe Nanak Da | Marasi                |
| 1981 | Putt Jattan De         | Shinda                |